# Mine de Tilwezembe
La mine de Tilwezembe, est une mine à ciel ouvert de cuivre et de cobalt située dans la province de Katanga en République démocratique du Congo,. Elle a commencé à fonctionner en 2002. Elle appartient à Katanga Mining.